# ناحية شران
ناحية شران إحدى نواحي سوريا تتبع إداريّاً لمحافظة حلب منطقة عفرين ومركزها بلدة شران، بلغ تعداد سكان الناحية 13,632 نسمة حسب التعداد السكاني لعام 2004.

## بلدات وقرى ناحية شران
علي بازان، العمود، بافليون، البياعة، البستان الكبير، الديب الكبير، حلوبي كبير، دامة (أيكي دام)، دير صوان، الضحى، دوراقا، جمان، كفر جنة، كفرروم، الديب الصغير، حلوبي صغير، مرساوا، مشعلة، الميدان، المحببة (ناز أوشاغي)، العمرية، القارة، القسطل، قسطل جندو، قطيرة، قاطمة، السعر (سعرنجاك)، شران، السيم (العمرية)، تل الأسود، اليجي، زيتونة، البلورية، العروبة، شلتاح.خرابة شران